# Star Trac
Star Trac — американська компанія, яка займається розробкою і виробництвом професіональних спортивних тренажерів. Заснована у 1979 році у Каліфорнії.
Головний офіс розташовується у Ванкувері штату Вашингтон, а філіали — в США, Англії, Китаї, Іспанії, Німеччині і Бразилії. Штат компанії нараховує понад 500 співробітників.

## Історія
Компанія Star Trac була заснована у 1979 році у Каліфорнії. У 1987 році компанія випустила першу електричну бігову доріжку, почала розвивати цей продукт і стала одним із лідерів у цій галузі.
У 2002 році Star Trac представила лінію кардіотренажерів. У 2004 році компанія випустила чотири основні лінії силових тренажерів.

## Продукція
Компанія виробляє усі типи обладнання для фітнесу, включаючи кардіотренажери (велотренажери, орбітреки, бігові доріжки, спінбайки), вантажноблокові тренажери, з вільною вагою, тренажери для роботи з власною вагою, силові стійки, рами, лавки, гантелі та ін.
Компанія випускає близько 20 моделей кардіотренажерів і понад 300 моделей силових тренажерів.